# ティーンズねっとわーく
『ティーンズねっとわーく』は、NHK教育テレビジョンで1994年4月4日から1996年3月11日まで放送されていた高校生向けの学校放送（教科：特別活動）である。放送時間は毎週月曜日 12:30 - 13:00 （日本標準時）、1995年度のみ別の時間帯での再放送あり。

## 概要
パソコン通信を活用した番組で、番組収録に協力してくれた高等学校46校との間に専用ネットワークを開設。このネットワークに寄せられた各回の議題（生活環境・家庭環境・社会情勢・世界情勢など）に対する意見や関連情報を、その学校に通う生徒たち自身がリポート・討論することで議題をさらに深く追求していた。
番組は、パソコン通信の活用方法を紹介するミニコーナー「パソ通ミニ講座」を設けていた。番組終了間際の回においては、パソコン通信に代わって台頭しはじめていたインターネットを話題にしていた。

## 出演者
1994年度
山根一眞、穴井夕子、石塚英彦（ホンジャマカ）、恵俊彰（ホンジャマカ）
1995年度
向谷実、岩井由紀子、石塚英彦（ホンジャマカ）、恵俊彰（ホンジャマカ）

## 放送リスト
| 初回放送日     | サブタイトル                                 |
| -------------- | -------------------------------------------- |
| 1994年4月4日   | 理想の学校とは                               |
| 1994年4月18日  | わたしたちにとっての「米」                   |
| 1994年5月2日   | モテる条件                                   |
| 1994年5月16日  | 生徒会を考える                               |
| 1994年5月30日  | 障害者の暮らしやすい環境とは                 |
| 1994年6月13日  | わたしたちにとっての「米」パート2            |
| 1994年6月27日  | パソコン通信とコミュニケーション             |
| 1994年8月29日  | 私たちにとっての地域社会                     |
| 1994年9月12日  | 君は国際人になれるか？                       |
| 1994年9月26日  | ティーンズの一日                             |
| 1994年10月17日 | ティーンズ文化祭                             |
| 1994年10月31日 | 燃えろ ごみ問題                              |
| 1994年11月14日 | いま、なぜ ボランティア？                    |
| 1994年11月28日 | 目指せ！理想の部活                           |
| 1994年12月12日 | 徹底分析 マスコミの中のティーンズ像          |
| 1995年1月9日   | いじめはなくせるか                           |
| 1995年1月23日  | 夢のかなえかた                               |
| 1995年2月6日   | わたしたちとエイズ                           |
| 1995年2月20日  | わたしたちにとっての「米」パート3 農業の魅力 |
| 1995年3月6日   | ティーンズ卒業式                             |

| 初回放送日     | サブタイトル                 |
| -------------- | ---------------------------- |
| 1995年4月10日  | 学校生活に何を求めるか       |
| 1995年4月24日  |                              |
| 1995年5月15日  | よその学校を知りたい         |
| 1995年5月29日  | 生徒会役員はつらいよ         |
| 1995年6月12日  | パソ通なんてこわくない！     |
| 1995年6月26日  | オトナになんてなりたくない？ |
| 1995年7月10日  | 勉強って何のため？           |
| 1995年8月28日  | ティーンズかっぷる白書       |
| 1995年9月18日  | かわいい子だから旅がしたい   |
| 1995年10月2日  | 今、コトバを見つめたい       |
| 1995年10月16日 | 制服でもおしゃれしたい！     |
| 1995年10月30日 | どう考える体罰               |
| 1995年11月13日 | ティーンズ文化祭             |
| 1995年11月27日 | 近くの友達 遠くの親友？      |
| 1995年12月11日 | 理科系vs文科系               |
| 1996年1月8日   | 日本はやさしい国ですか       |
| 1996年1月22日  | 金銭道・高校編               |
| 1996年2月5日   | ふるさとを知っていますか？   |
| 1996年2月19日  | インターネットって何？       |
| 1996年3月4日   | ティーンズ旅立ち             |